# 折逋阿喻丹
折逋阿喻丹（？—993年），北宋吐蕃西凉府六部首领，是宋朝的权知西凉州、左厢押蕃落副使。
五代十国凉州的河西节度使由折逋嘉施担任，于是折逋家族世袭凉州。宋朝殿直丁惟清到凉州买马，丁惟清至凉州的时候大丰收，于是被折逋阿喻丹留下。灵州命蕃落军使崔仁遇去迎丁惟清。当时，吐蕃卖马还过灵州，为党项抢掠，上表告诉皇帝，于是请留丁惟清到来年一起入朝。淳化二年（991年），折逋阿喻丹来贡。宋太宗下诏答问。淳化四年（993年），阿喻丹去世，其弟折逋喻龙波为保顺郎将代他担任权知西凉州。